# Amomum masticatorium
Amomum masticatorium är en enhjärtbladig växtart som beskrevs av George Henry Kendrick Thwaites. Amomum masticatorium ingår i släktet Amomum och familjen Zingiberaceae. Inga underarter finns listade i Catalogue of Life.